# Georg Langbein

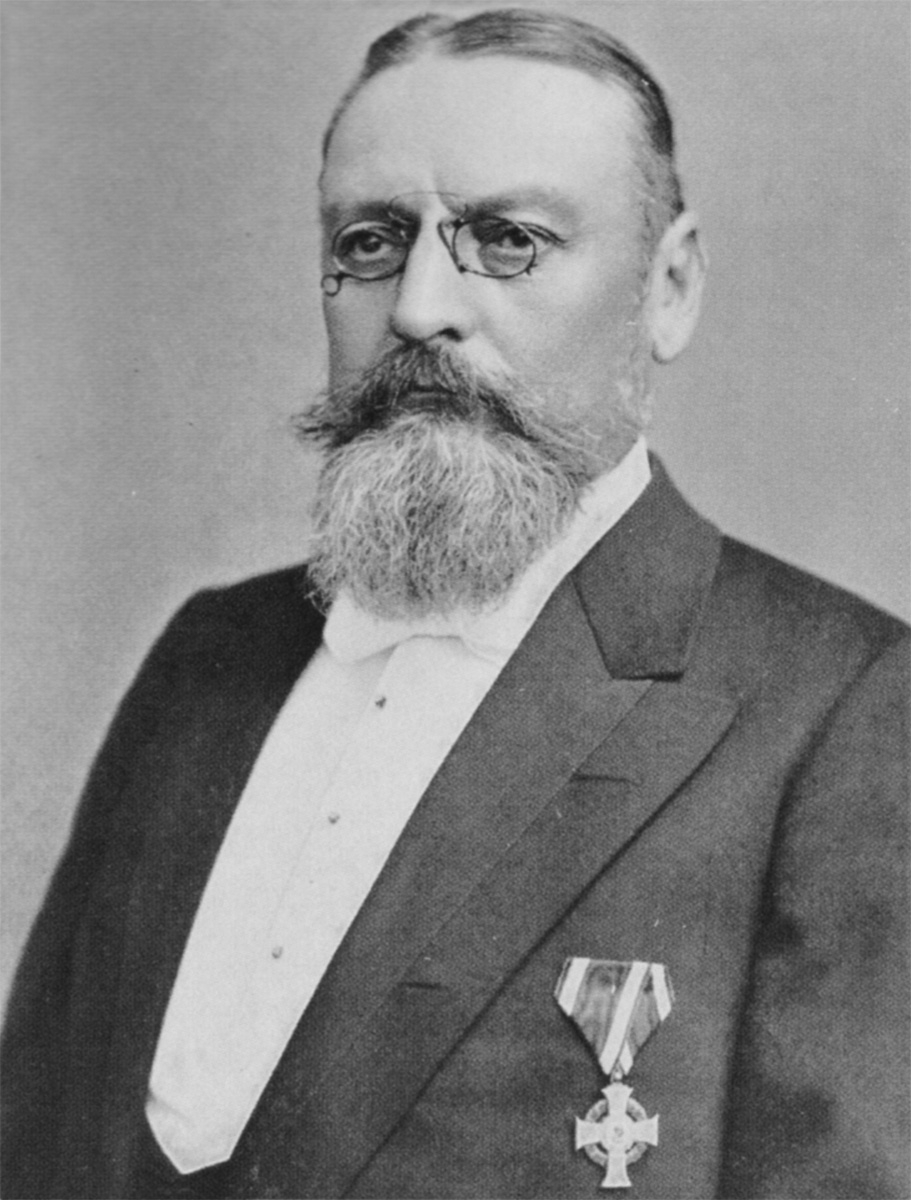
Georg Langbein

Georg Ernst Leopold Langbein (* 11. März 1849 in Grimma; † 1. Mai 1909 in Leipzig) war ein deutscher Chemiker, Galvanotechniker und Unternehmer.

## Leben

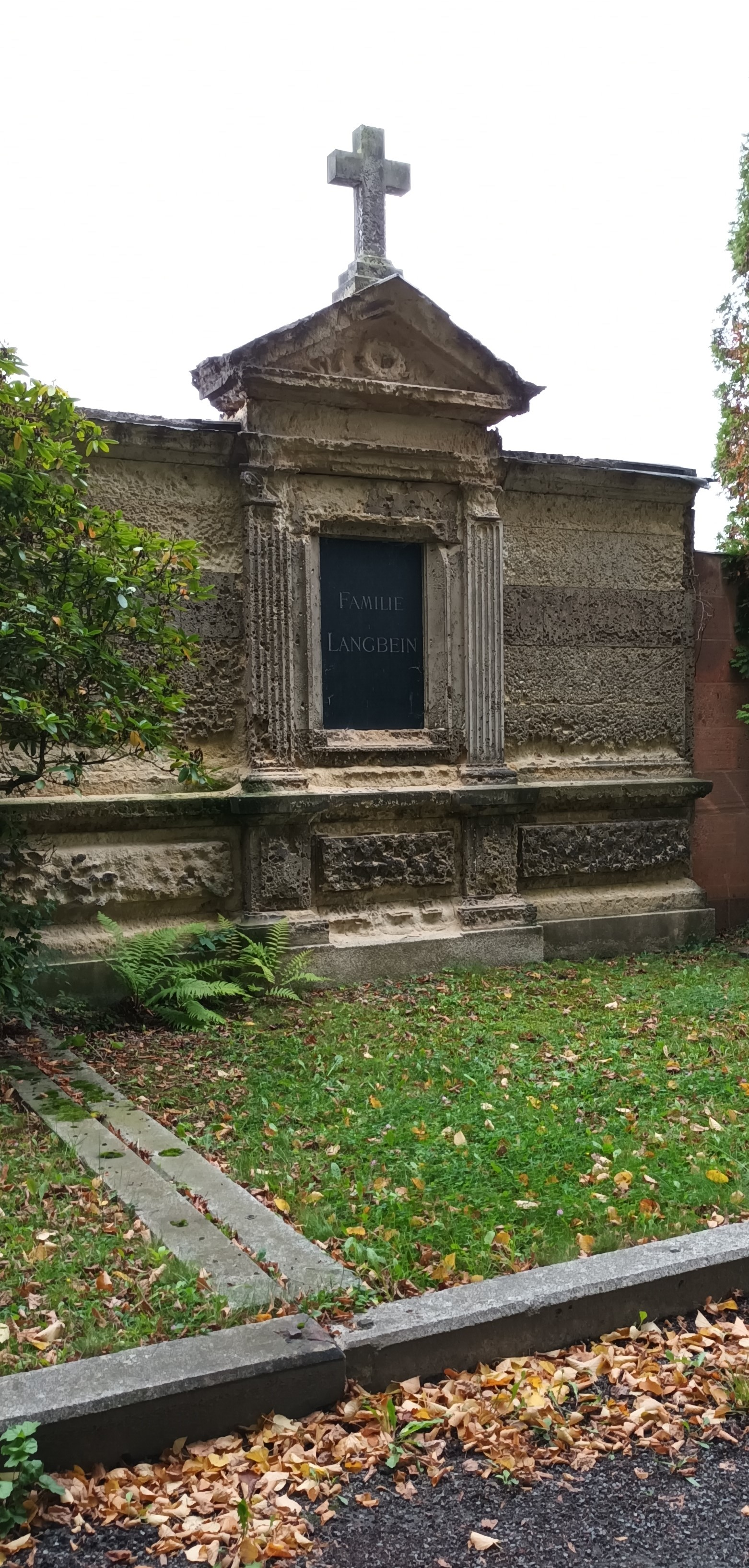
Grabstätte der Familie Georg Langbein in Leipzig

Langbein war der Sohn des Kaufmanns Ernst Langbein, des späteren Direktors der Vereinsbank zu Grimma. Er besuchte die städtische Bürgerschule in Grimma und wechselte mit 12 Jahren auf das Realgymnasium in Leipzig. Langbein studierte bis 1869 an der Universität Leipzig Chemie und wurde bereits im Alter von 20 Jahren zum Dr. phil. promoviert.
Das Bremer Unternehmen L. Mathias Gildemeister berief den jungen Chemiker nach Peru, um in den dortigen Salpeter-Bergwerken die Gewinnung von Jod aus Salpeter-Mutterlaugen einzuführen. Da Langbein zu diesem Zeitpunkt noch keine 21 Jahre alt war, musste ihn König Johann von Sachsen erst für mündig erklären, damit er seine Tätigkeit antreten und für die nächsten 10 Jahre in Peru bleiben konnte. Nachdem Langbein 1879 nach Deutschland zurückgekehrt war, unterhielt er zunächst in Leipzig ein Privatlaboratorium, beschäftigte sich aber bald mit der relativ neuen Elektrochemie.
Schon 1881 gründete er eine chemische Fabrik für Galvanoplastik und Metallindustrie. Er entwickelte Kupfer-, Bronze-, Messing- und Nickel-Elektrolyte sowie Lösungen zum Färben von Metallen. Um seinen Kunden seine Arbeitsmethoden auch zeigen zu können, stattete er sein Unternehmen mit eigenen galvanischen Anlagen aus. Dort führte er auch Kurse zur Heranbildung galvanotechnischer Hilfskräfte durch. 1883 wurde Langbein in Berlin mit dem „ersten Preis für besonders hervorragende Leistungen“ der IV. Fachausstellung des Vereins deutscher Blecharbeiter ausgezeichnet. 1885 erhielt er für seine in Nürnberg auf der Internationalen Ausstellung von Arbeiten aus edlen Metallen und Legierungen ausgestellte komplett eingerichtete galvanische Muster-Anstalt die silberne Medaille.
1886 erschien sein Vollständiges Handbuch der galvanischen Metall-Niederschläge mit Berücksichtigung der Contactgalvanisirungen, Eintauchverfahren, des Färbens der Metalle sowie der Schleif- und Polirmethoden, das schon 1889 eine zweite, 1895 eine dritte, 1898 eine vierte, 1902 eine fünfte und 1906 eine sechste Auflage erlebte und somit ein Leitfaden für viele neu entstehende galvanische Betriebe wurde. Die Nachfrage nach seinen Schriften war nicht nur in Deutschland groß, sondern auch im Ausland, so dass Langbein viele davon selbst übersetzte, denn er beherrschte die englische, französische, italienische, spanische und portugiesische Sprache in Wort und Schrift.
1890 bezog er eine großzügig ausgestattete neue Fabrik, entwickelte dort Schnellverfahren für Galvanoplastik und Vernickeln sowie praxistaugliche Verfahren für das Galvanisieren von Masseteilen und wurde so zum Begründer der galvanotechnischen Industrie in Deutschland. In der Folgezeit eröffnete er weitere Zweigwerke seines Unternehmens, so 1896 in Wien als Konkurrenz zum Unternehmen von Wilhelm Pfanhauser und in Utrecht, 1897 in Berlin (ebenfalls aus Konkurrenzgründen, da Pfanhauser auch eine Berliner Filiale für seine deutschen Kunden eröffnete) sowie 1898 eine Produktionsstätte in Mailand.
1907 gründet Langbein zusammen mit seinem bisherigen Konkurrenten Pfanhauser die Langbein-Pfanhauser Werke in Leipzig.
Georg Langbein war etliche Jahre Vorsitzender der Norddeutschen Edel- und Unedelmetall-Berufsgenossenschaft in Berlin sowie Deputierter in der chemisch-technischen Kommission des königlich sächsischen Ministeriums des Innern. 1882 wurde er Mitglied im Verein Deutscher Ingenieure (VDI) und gehörte dem Sächsischen Bezirksverein des VDI an. 1897 wurde Langbein von König Albert von Sachsen mit dem Ritterkreuz I. Klasse des königlich sächsischen Albrechts-Ordens ausgezeichnet und 1901 zum königlich sächsischen Hofrat ernannt.
Seine Grabstätte befindet sich auf dem Südfriedhof in Leipzig.

## Schriften
- Vollständiges Handbuch der Galvanischen Metall-Niederschläge (Galvanostegie und Galvanoplastik) mit Berücksichtigung der Kontaktgalvanisierungen, Eintauchverfahren, des Färbens der Metalle, sowie der Schleif- und Poliermethoden. J. Klinkhardt, Leipzig 1889. (OCLC 45763787)